# Aldo Tarlao
Aldo Tarlao (Grado, 1926. március 26. – Trieszt, 2018. március 12.) olimpiai ezüstérmes olasz evezős.

## Pályafutása
Kormányos kettes versenyszámban ért el sikereket. 1947-ben a luzerni Európa-bajnokságon ezüstérmes lett. Az 1948-as londoni olimpián ezüstérmes lett Giovanni Steffèvel és Alberto Radival. 1949-ben, 1950-ben és 1951-ben Európa-bajnok lett.

## Sikerei, díjai
- Olimpiai játékok – kormányos kettes
  - ezüstérmes: 1948, London
- Európa-bajnokság – kormányos kettes
  - aranyérmes: 1949, 1950, 1951
  - ezüstérmes: 1947